# Nordstemmen
Nordstemmen est une municipalité allemande du land de Basse-Saxe et l'arrondissement de Hildesheim. Elle est située sur la rive est de la rivière Leine, en face de l'embouchure du Haller. Au nord de cet endroit se trouve la montagne Marienberg, sur le versant sud de laquelle est construit le château Marienburg.

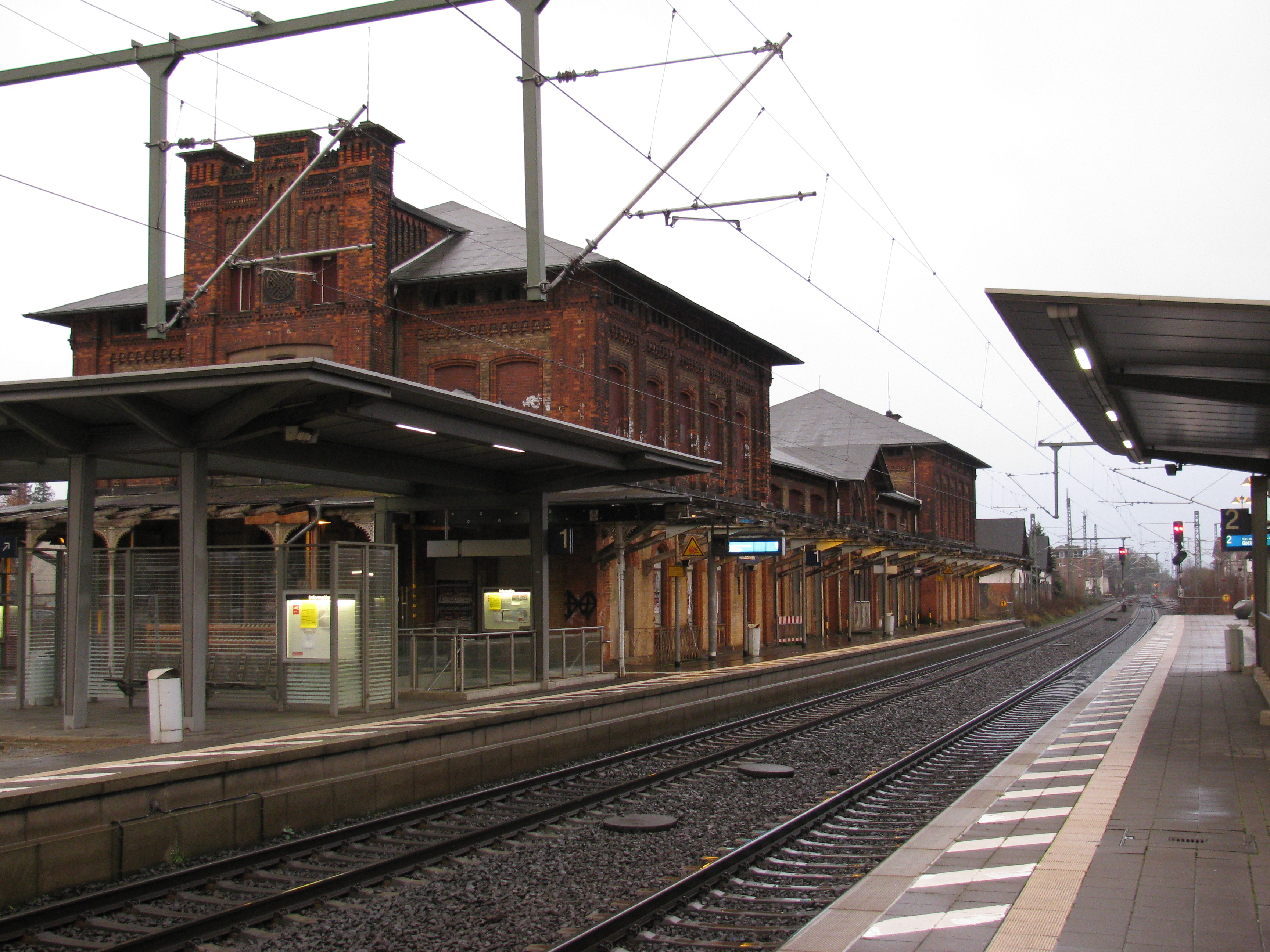
Gare de Nordstemmen (2019)

Nordstemmen possède une gare où se croisent les lignes Hanovre-Kassel et Hildesheim-Löhne. Le bâtiment principal de la gare, bien que classé monument historique, n'est plus utilisé depuis 1977 et tombe en ruine.

## Personnalités liées à la ville
- Rudolf Wiegmann (1804-1865), peintre né à Adensen.